# مير علي شير قانع التتوي
مير السيد علي شير التتوي المعروف بقانع، كان مؤرخا مشهورا وشاعرا معروفا، صنف الكتاب المعروف على تاريخ السند «تحفة الكرام». مؤرخا رسميا من ملوك كلهورا.
«تحفة الكرام» من مؤلفات المؤرخ والشاعر المعروف مير علي شير قانع التتوي الشهيرة في اللغة الفارسية، كتب فيها تاريخ بلاد السند وتراجم المشاهير منها بالتفصيل.